# عيني عينك 2 (برنامج)

## متى عرض
عيني عينك 2، برنامج كوميدي كويتي من إنتاج قناة فنون والعرض الأول (22 أغسطس 2009 -)

## الفنانين المشاركين
- منى شداد
- يعقوب عبد الله
- فيصل بوغازي
- مرام
- جمال الشطي
- محمد الحملي
- خالد العجيرب
- شجون الهاجري
- فرحان العلي
- أحمد العونان
- مي البلوشي
- شهاب حاجيه
- يوسف غلوم